# Legba
Legba, auch Papa Legba, ist ein Geist oder Heiliger (Loa) in der afrikanischen und karibischen Religion des Voodoo und nimmt eine zentrale Rolle in den Ritualen des Voodoo ein. Der Kult stammt ursprünglich aus dem Königreich Dahomey in Westafrika, verbreitete sich dann aber stärker in Südamerika und der Karibik als in Afrika selbst. In den letzten Jahren erlebt er dort eine Renaissance.

Veve von Papa Legba

## Funktion

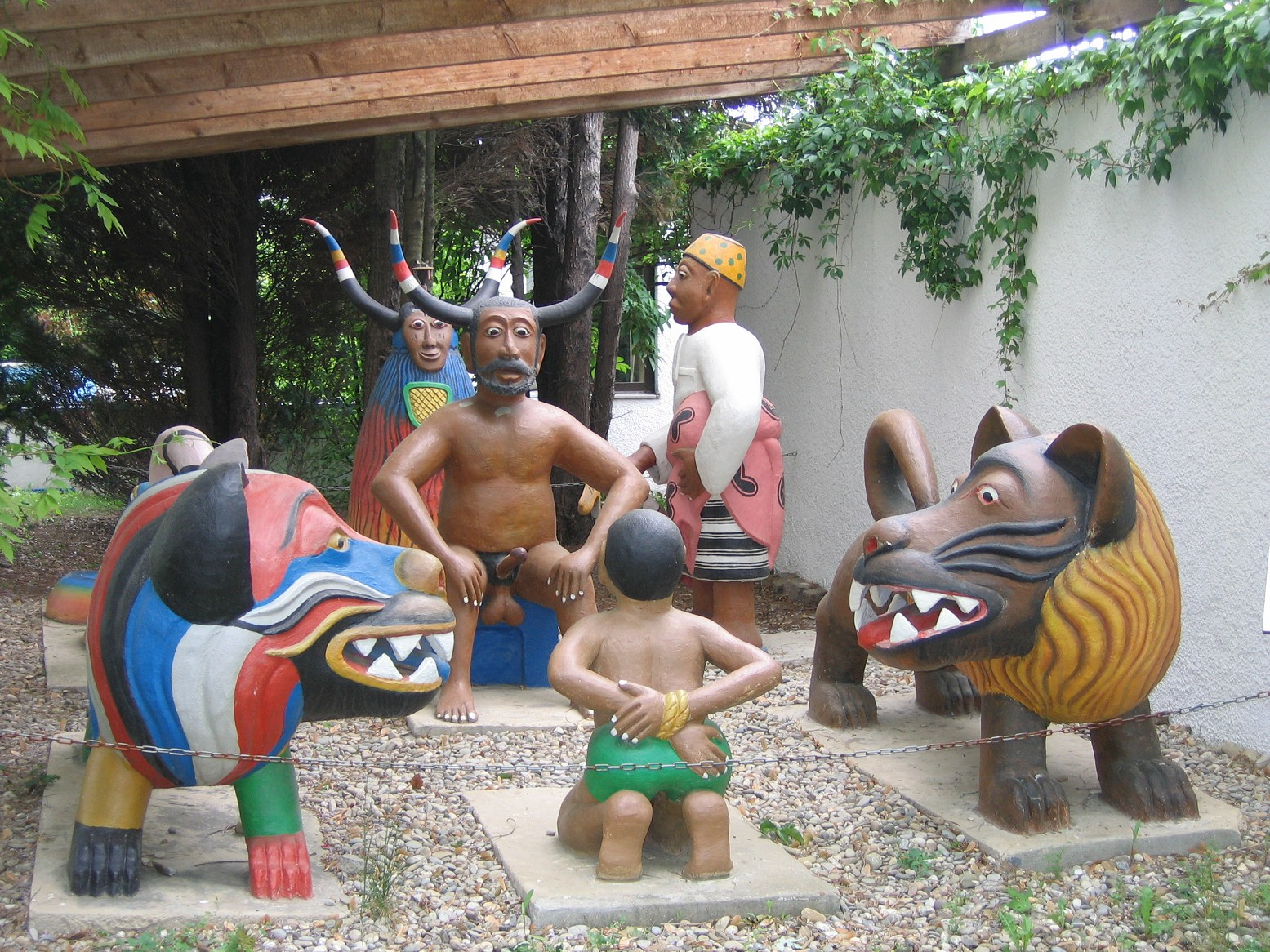
Moderne Interpretation von Cyprien Tokoudagba, Benin. Legba (Bildmitte) sitzt zu Gericht.

Legba ist der Hüter der Wegkreuzungen. Zu Lebzeiten des Menschen eröffnet er ihm die Möglichkeit zum Kontakt mit der Welt der Geister (Loa) bzw. der Verstorbenen. Im Zeitpunkt des Todes ebnet er den Weg des Menschen zum Loa.
Das Veve (Voodoo-Symbol) von Papa Legba wird daher stets als gleichseitiges Kreuz dargestellt, das, mit zahlreichen komplexen Verzierungen versehen, auch einer Art Schlüssel ähnelt. Der senkrechte Balken des Kreuzes beschreibt den Weg von oben (Gott) nach unten zum Loa. Der waagrechte Balken beschreibt den Weg des Menschen. In der Mitte des Kreuzes begegnen sich Mensch und Loa.
Weiterhin wird auf dem waagrechten Balken ein Spazierstock dargestellt, was darauf zurückzuführen ist, dass Papa Legba diese Wege abschreitet. Oft wird auf der rechten Seite noch das Symbol des Blitzes hinzugefügt.

## Parallelen zu anderen Religionen

### Christentum

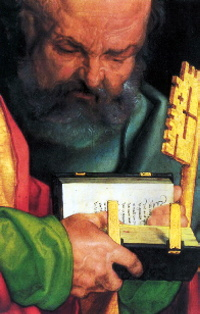
Hl. Petrus

Im Zuge der Christianisierung im Verbreitungsgebiet von Voodoo vermischte sich der christliche Heiligenglaube mit dem alten Glauben an die Geisterwelt der Loa. Dadurch kam es zu einer Überlagerung von einigen Loas mit christlichen Heiligen, denen ein ähnliches Wirkungsfeld zugesprochen wurde.
Papa Legba wird seit dieser Zeit stark mit Petrus assoziiert, der im christlichen Glauben ebenfalls der Hüter des Weges zu Gott, also der Himmelspforte ist. Eine besonders starke Parallele ist das Veve, das wie oben erwähnt stark einem Schlüssel ähnelt, welcher ja auch ein Attribut des heiligen Petrus ist. Außerdem werden seit dieser Zeit sehr häufig auch Bilder und Statuen des heiligen Petrus in Voodoo-Ritualen als Verkörperung Legbas verwendet.
Petrus ziert damit fast jeden Voodoo-Altar, und ihm kommt eine zentrale Rolle in den Ritualen zu (siehe unten).

### Andere Religionen
Papa Legba ist im Voodoo auch als Gegenspieler des Loa Kalfu (frz. Carrefour = Kreuzung, spielt wohl auch auf die Vermittlerfunktion an) bekannt, sowie im Candomblé und Umbanda unter dem Namen Eshu.

## Bedeutung im Ritual
Als Hüter der Wegkreuzung oder der Himmelspforte obliegt es Papa Legba Verbindungen, also Kontakte zwischen der Welt der Menschen und der Geisterwelt herzustellen, das heißt einem Geist den Weg in die Realität der Menschen zu bahnen (Geisterbeschwörung, Besessenheit), oder dem Geist eines Menschen Einblick in die Geisterwelt zu gewähren (Weissagung, Vision).
Papa Legba wird in fast sämtliche Voodoo-Rituale miteinbezogen, wird als erster der Loa beschworen und dient als Mittler.
Man opfert ihm – im Gegensatz zu vielen anderen Geistern und Gottheiten des Voodoo – keine Lebewesen oder Blut, sondern lediglich Getreide und Genussmittel wie Kaffee, Rum, Tabak oder Zigarren. Er gilt als sehr genügsam und für die Darreichung dieser Geschenke bietet er dem Menschen freimütig seine Vermittlerdienste an.
In den Beschwörungsformeln solcher Rituale wird er fast immer gebeten, er möge „das Tor öffnen“. Gemeint ist die Wegkreuzung zur Geisterwelt oder die christliche Himmelspforte. 